# Abugida
Abugída ali zlogóvna abecéda (syllabic alphabet) označuje segmentirano pisavo, ki vsebuje grafeme za samoglasnike in soglasnike in imajo grafemi za soglasnike vključen privzeti samoglasnik. Izraz abugida je skoval Peter T. Daniels, strokovnjak za pisave. Ime izhaja iz pisave, v kateri se je pisal starodavni semitski etiopski jezik giz. Abeceda jezika giz ima semitski vrstni red znakov alef, bet, gimel, dalet... kar iz prvih štirih črk da ime abugida. Mnogo pisav severnoameriških indijancev, kot je na primer krijevska pisava, so tudi abugide. Največja samostojna skupina abugid je brahmijska družina pisav, ki zaobsega skoraj vse pisave v Indiji in Jugovzhodni Aziji.

## Opis
Abugida tako kot abeceda vsebuje grafeme, ki predstavljajo samoglasnike in soglasnike. Vendar pri abugidah grafemi za soglasnike vključujejo privzeti samoglasnik. Na primer: če je privzeti samoglasnik a, potem grafem soglasnika k vključuje ta a in pomeni ka. Kadar si v besedi sledi več soglasnikov, se značilne oblike grafemov, ki prestavljajo te soglasnike, sestavljajo v poseben sestavljeni grafem, ki prav tako vključuje privzeti samoglasnik. 
V grafemu, ki predstavlja soglasnik ali več zaporednih soglasnikov, lahko njegov privzeti samoglasnik spremenimo v druge samoglasnike z njegovim obratom ali pa z dodajanjem razločevalnih znakov. Na podoben način lahko tudi odstranimo privzeti samoglasnik in tako dobimo samo soglasnik oziroma soglasniško skupino. 
Samoglasnike redko pišemo z njihovimi lastnimi grafemi in sicer le, kadar stojijo samostojno, kadar stojijo na začetku pisalne enote (besede ali več besed, ki se pišejo skupaj) in kadar sledijo drugemu samoglasniku.
Tradicionalno gledanje predstavlja abugide kot vmesno stopnjo med abecedami in zlogovno pisavo. Vendar takšno gledanje ni pravilno, saj se abugide niso razvile iz zlogovnih pisav ter se od njih bistveno ločijo. Pri zlogovnih pisavah je vsak zlog predstavljen s svojim simbolom in ti simboli, ne glede na sorodnost zlogov, med sabo niso sorodni; zato je zlogovna pisava po navadi omejena samo na tiste zloge, za katere obstaja ustrezni simbol. Abugide pa so abecede, kjer se posamezni grafemi na sistematičen način sestavljajo v zloge poljubne sestave in dolžine (zato so zlogovne abecede).
Za etiopske in indijske abugide predvidevajo, da so nastali iz semitskih abdžadov. Abdžadi oziroma soglasniške abecede ne vsebujejo samoglasnikov, pač pa vsebujejo grafeme le za soglasnike. Pozneje so abdžadi razvili sistem razločevalnih znakov, ki predstavljajo samoglasnike in se pišejo ob soglasnikih. Taki s samoglasniki opremljeni abdžadi so sorodni tako z abugidami (ker samoglasniki niso običajni simboli), kot tudi z abecedami (ker soglasniki nimajo privzetega samoglasnika).

### Pisava jezika giz
Pisava giz je abugida, čeprav samoglasniške spremembe niso v celoti sistematične. 

### Indijske abugide
Po prevladujočem mnenju so na indijsko podcelino pisavo prevzeli od bližnjevzhodnih semitskih plemen u okviru trgovskih odnosov okrog leta 800 pr. n. št. Prevzeto pisavo so brahmani prilagodili glasovnemu sistemu starih indijskih jezikov (sanskrta in njegovih naslednikov) in jo poimenovali brāhmī.
Iz pisave brahmi so se razvile poznejše indijske pisave. Oblike grafemov so se v različnih okoljih skozi čas spreminjale, pri tem pa so nastale na severu bolj oglate oblike in na jugu bolj okrogle oblike, kar je vodilo do sorodnih pisav današnje Indije. Značilnost nekaterih severnih pisav je podoba vodoravne črte, na katero se nizajo posamezni grafemi, medtem ko pa pri južnih pisavah takšna črta ne obstaja.
Indijske abugide so se prilagodile zapisu jezikov iz različnih jezikovnih skupin. Največ abugid uporabljajo jeziki indoevropske jezikovne skupine. Na jugu Indije se uporabljajo za zapisovanje dravidskih jezikov, kot je tamilščina, v Tibetu pa za zapis tibetanskega jezika, ki spada sino-tibetansko jezikovno skupino.
Starejše severnoindijske abugide so gupta, nagari, sarada, nekatere izmed modernih pa so devanagari, bangla, gurmukhi in oriya. Starejše južnoindijske abugide so grantha, kadamba, kalinga, nekatere izmed modernih pa so pisave malayalam, kannada, telugu in sinhala. 
Soglasniki v indijskih abugidah imajo kot privzeti samoglasnik vedno kratek a, samoglasnike pa predstavljajo dodatni razločevalni znaki. Stare indijske abugide so se tradicionalno pisale brez presledkov (pisalna enota je bil cel verz oziroma stavek).
V naslednji tabeli so prikazani grafemi za zlog ta ter nekateri razločevalni znaki. Razločevalni znaki po navadi pridejo pod, nad ali za osnovni grafem, včasih pa tudi pred ali okoli osnovnega grafema (spredaj-zadaj ali zgoraj-spodaj). Tako razločevalni znak za samoglasnik i pride pred osnovni grafem v pisavah devanagari, bangla in gudžarati, prav tako razločevalni znak za samoglasnik e v pisavah bangla in malajalam. Razločevalni znak za samoglasnik o v pisavah bangla in malajalam pa obkroži osnovni grafem, tako da pride en del pred njim, drugi del pa za njim. Pri določenih soglasnikih se lahko razločevalni znak združi z osnovnim grafemom v ligaturo, kar je vidno pri zlogih ti, te in to v pisavi kannada. 
|            | ta | -i/ti | -i/ti | -u/tu | -u/tu | -ṛ/tṛ | -ṛ/tṛ | -e/te | -e/te | -o/to | -o/to | t | t |
| devanagari | त  | ि      | ति     | ु      | तु     | ृ      | तृ     | े      | ते     | ो      | तो     | ्  | त् |
| bangla     | ত  | ি      | তি     | ু      | তু     | ৃ      | তৃ     | ে      | তে     | ো      | তো     | ্  | ত্ |
| gudžarati  | ત  | િ      | તિ     | ુ      | તુ     | ૃ      | તૃ     | ે      | તે     | ો      | તો     | ્  | ત્ |
| malajalam  | ത  | ി      | തി     | ു      | തു     | ൃ      | തൃ     | േ      | തേ     | ോ      | തോ     | ്  | ത് |
| kannada    | ತ  | ಿ      | ತಿ     | ು      | ತು     | ೃ      | ತೃ     | ೆ      | ತೆ     | ೊ      | ತೊ     | ್  | ತ್ |

Če zapišemo še grafeme ba, pa, ma, sa in la ter samostojni grafem za samoglasnik a lahko zapišemo naslednje sanskrtske besede: bala (moč), pitṛ (oče), tamas (tema), ambi (mama), sapta (sedem) in plota (krpa).
Značilni elementi zaporednih soglasnikov se v splošnem sestaljajo najprej od zgoraj navzdol, nato pa od leve proti desni. V spodnjih primerih sta zaporedji mb (beseda ambi) in pl (plota) v pisavi devanagari sestavljeni od leve proti desni, zaporedja pt (sapta) v pisavi devanagari ter vsa tri zaporedja v pisavi bangla pa so sestavljena od zgoraj navzdol. V pisavi malajalam so zaporedja zapisana z razločevalnim znakom, ki odstrani samoglasnik iz grafema (maba -> mba). Ta način se lahko uporablja tudi pri ostalih pisavah (recimo če imamo soglasniški sklop več kot dveh soglasnikov, ki se po navadi sestavljajo v navpični smeri), vendar se ne v pisanem tekstu ne uporablja pogosto, saj zahteva dodatno potezo s pisalom. Razločevalni znak za odstranitev samoglasnika uporabimo tudi, kadar se pisalna enota (beseda) konča na soglasnik (tamas).
Razločevalni znaki za samoglasnike delujejo na celoten zlog. Tako mora biti v pisavah devanagari in gudžarati lok razločevalnega znaka za samoglasnik i potegnjen do navpične črte zadnjega znaka v zaporedju 'mbi', to je do b. V pisavah bangla in malajalam pa je celoten soglasniški sklop pl med obema deloma razločevalnega znaka samoglasnika o. 
V pisavi kannada se samoglasnik zloga zapiše za prvim soglasnikom zaporedja, ostali soglasniki iz zaporedja pa se zapišejo pomanjšano spodaj ali spodaj desno od samoglasnika, pri čemer se soglasniki pogosto sestavijo v posebno ligaturo.
|            | a | pa | ba | ma | la | sa | bala | pitṛ | tamas | ambi | sapta | plota |
| devanagari | अ | प  | ब  | म  | ल  | स  | बल   | पितृ   | तमस्   | अम्बि  | सप्त   | प्लोत   |
| bangla     | অ | প  | ব  | ম  | ল  | স  | বল   | পিতৃ   | তমস্   | অম্বি  | সপ্ত   | প্লোত   |
| gudžarati  | અ | પ  | બ  | મ  | લ  | સ  | બલ   | પિતૃ   | તમસ્   | અમ્બિ  | સપ્ત   | પ્લોત   |
| malajalam  | അ | പ  | ബ  | മ  | ല  | സ  | ബല   | പിതൃ   | തമസ്   | അമ്ബി  | സപ്ത   | പ്ലോത   |
| kannada    | ಅ | ಪ  | ಬ  | ಮ  | ಲ  | ಸ  | ಬಲ   | ಪಿತೃ   | ತಮಸ್   | ಅಮ್ಬಿ  | ಸಪ್ತ   | ಪ್ಲೊತ   |

## Seznam abugid
- bajbajin, predkolonialna tagaloška pisava
- burmanska pisava
- devanāgarī (देवनागरी)
- giz in amharska pisava
- gudžaratska pisava
- krijevska pisava
- kmerska pisava
- laoška pisava
- meroitska pisava (za zapis meroitskega jezika, ki ni v zvezi z indijskimi pisavami)
- tajska pisava
- tamilska pisava
- sarati